# 브루케시아 미크라

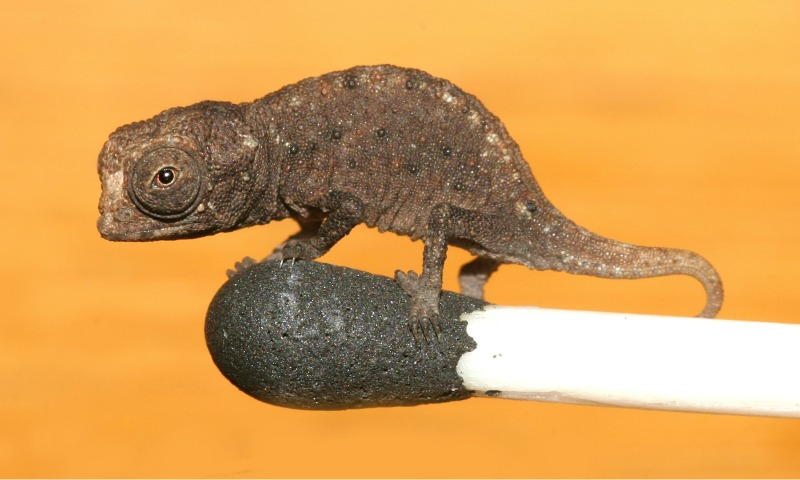
성냥 끝에 탄 브루케시아 미크라

브루케시아 미크라(Brookesia micra)는 브루케시아속으로 분류되는 카멜레온의 일종이다. 마다가스카르 연안의 노시 하라가 섬에서 서식한다. 2012년 2월 기준, 세계에서 가장 작은 파충류이다. 이 카멜레온의 크기는 성냥 끝에 탈 수 있을 정도인데, 성장하여도 몸 길이가 29mm밖에 되지 않는다.

## 발견
바이에른 주립 동물학 박물관의 조사대가 마다가스카르의 숲을 8년동안 탐사하던 중 발견하였다. 2007년 조사대는 브루케시아속의 한 종류임을 확인하고 ‘노시 하라가’라고 부르고 있었다. 이후 몸이 작다는 점에 착안하여 그리스어로 ‘작음’을 의미하는 μικρός을 라틴어화한 브루케시아 미크라(Brookesia micra)로 학명이 붙었다.

## 특징
수컷의 몸 길이는 최대 약 16mm 정도이며, 암컷도 30mm를 초과하지 않는다. 양막류 동물 중에서 2012년 기준 확인된 종 가운데 세계에서 가장 작다. 마찬가지로 유사한 브루케시아 미니마(Brookesia minima)와 비교하면, 상대적으로 브루케시아 미크라는 꼬리가 짧고 머리가 크다. 성장하면 꼬리가 오렌지색이 된다.